# Preženjske Njive
Preženjske Njive so naselje v Občini Litija.